# ヤナバスキー場
ヤナバスキー場（ヤナバスキーじょう）(ヤナバスノーパーク)は、長野県大町市にあるスキー場である。国道148号に近接しており、白馬より南へ約12kmに位置する。
2016-2017シーズンから営業していない。

## 概要
スノーボードは全面滑走可。無料駐車場完備。
2014-2015シーズンより、平日 15:00～22:50 土日祝日 9:00～16:20, 17:30～22:50の「ナイター特化」営業となった (土日祝日の夜時間は要ナイター料金)。

## コース
- 2本のリフト、7本のコースとスノーパーク、キッズパーク、ハーフパイプが設定されている。

## 交通
- 長野自動車道安曇野ICから54km
- JR東日本大糸線：ヤナバスキー場前駅 （2019年3月16日廃止[1]）
- JR東日本大糸線：簗場駅

## 沿革
- 1972年（昭和47年） - 大成観光株式会社(長野県長野市)によりヤナバ国際スキー場の名称で開業[2]。
- 1984年（昭和59年） - 日本ケーブル株式会社による運営となる。
- 1985年（昭和60年） - 国鉄大糸線の「ヤナバスキー場前駅」がスキーシーズンのみの臨時駅として開業。
- 2004年（平成16年） - 2004-2005シーズンからナイター営業を休止。
- 2006年（平成18年） - 2006-2007シーズンから「ヤナバスノー＆グリーンパーク」として営業。ナイター営業再開。
- 2007年（平成19年） - 2007-2008シーズンはリフト1日券を1000円で販売していた。
- 2008年（平成20年） - 2008-2009シーズンもリフト1日券を1000円で販売していた。ナイター照明を増設。
- 2012年（平成24年） - 2012-2013シーズンはクロスプロジェクトグループが経営協力。
- 2013年（平成25年） - クロスプロジェクトグループが撤退。運営会社の経営不振により2013-2014シーズンは営業休止となった（ヤナバスキー場前駅の臨時停車は実施）。
- 2014年（平成26年） - 2月28日、運営会社の株式会社ヤナバが民事再生法の適用を申請[3]。株式会社マックアースがスポンサーとなり2014-2015シーズンから運営することとなった[4]。
- 2016年（平成28年） - 記録的な暖冬少雪のため、2015-2016シーズンは2016/01/22～3/6の45日間しか営業できなかった。株式会社マックアースは本スキー場の2016-2017シーズンの営業を断念した[5]。以後2018-2019シーズンに至るまで営業されていない。
- 2019年（平成31年/令和元年） - 3月、ヤナバスキー場前駅が廃止された。株式会社ブルーキャピタルマネジメント傘下の株式会社Blue Resort（2018-2019シーズンからエコーバレースキー場・Mt.乗鞍スノーリゾート・白馬さのさかスキー場・箕輪スキー場（福島）の運営を開始している）が株式会社Blue Resortヤナバを設立し、営業準備中の模様であったが[6]、それ以降目立った動きは見られていない。